# Matita

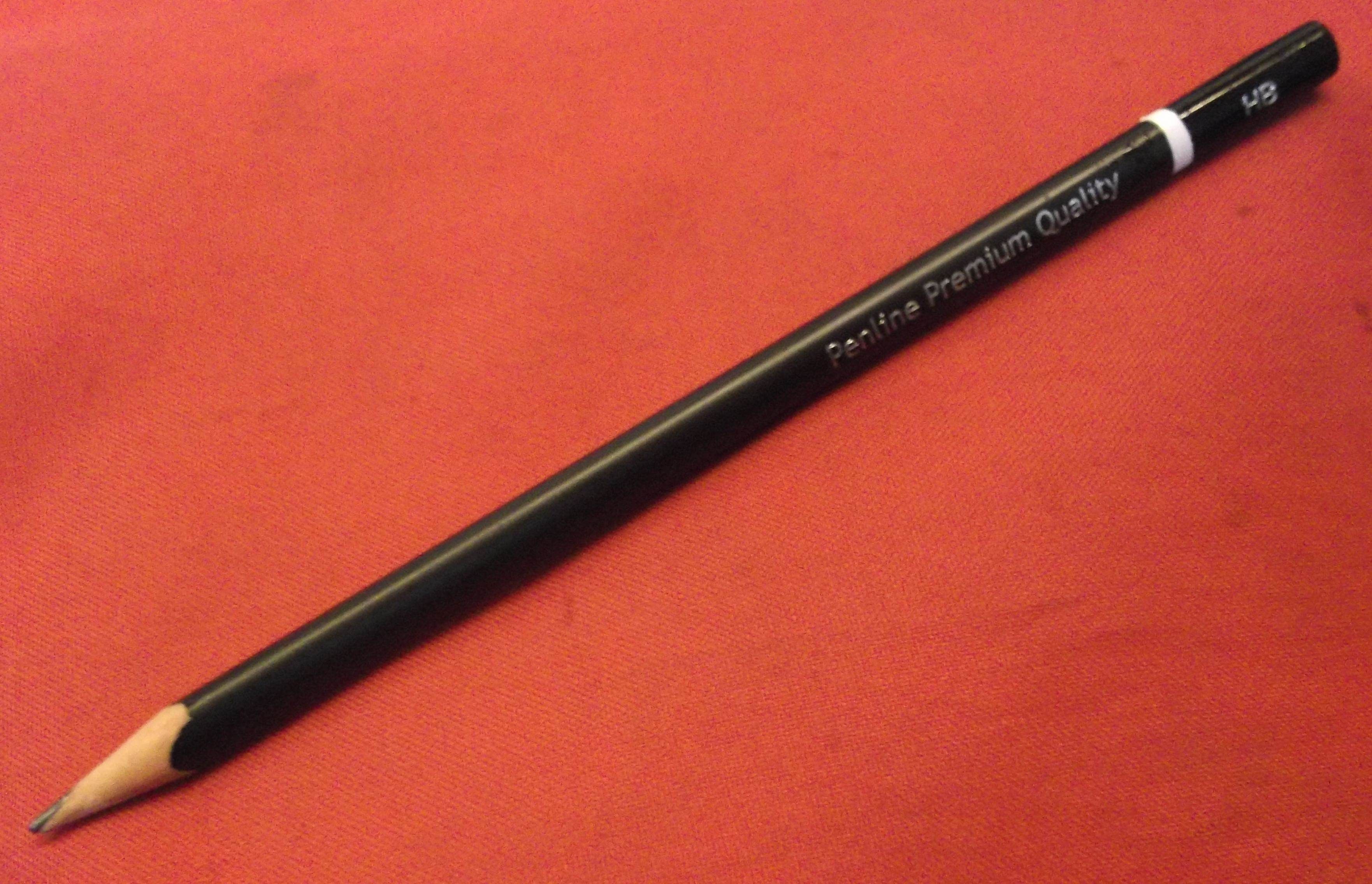
Una matita nera

Una matita (o lapis) è uno strumento per disegnare e per scrivere costituito solitamente da un bastoncino di legno con un'anima in grafite; esiste anche il cosiddetto portamine o matita a mine in cui si inseriscono mine di materiale colorato che si differenziano per grandezza (0,5 mm, 0,7 mm ecc.).

## Etimologia
I vocaboli italiani "lapis" e "matita" derivano entrambi dal latino lapis haematites che significa "pietra di ematite": prima della scoperta della grafite venivano infatti utilizzati, con funzioni analoghe, bastoncini di carbone o di ematite (un ossido di ferro).
(Gaetano Volpi, 1756)
Nella Toscana centrale permane la dicitura "lapis" per indicare le comuni matite in grafite, distinte dalle matite colorate.

## Storia

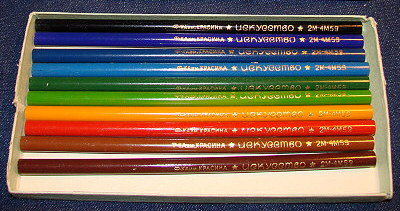
Matite colorate russe del 1959

La matita moderna fu creata nella seconda metà del XVI secolo, dopo la scoperta a Cumberland, in Inghilterra, di miniere del minerale detto grafite. Fu scoperto un giacimento di grafite estremamente pura e solida che venne inizialmente utilizzata per segnare il bestiame. I primi riferimenti in merito a qualcosa che si avvicini alle matite risale alla fine del XIV secolo quando Cennino Cennini, pittore di Colle Val d’Elsa, scrive un trattato sulla pittura dove, per primo, descrive lo stilo; una verghetta composta di piombo e stagno adoperata per scrivere e disegnare. Già in Germania venivano usati attrezzi simili con il nome di “matite d’ardesia”.  Nel 1565 nel suo libro “De Rerum Fossilium Figuris” Gessner descrive le matite usate in quel tempo come attrezzi rivestiti in legno con un’anima di piombo ed altri metalli molli.
La prima idea di matita in grafite è attribuita ai coniugi italiani Simonio e Lyndiana Bernacotti, di Genova, che realizzarono il prototipo della matita moderna attraverso la foratura di bastoncini a base ovale di ginepro, in cui veniva poi inserita un’anima di grafite .
Il 10 settembre 1795 il francese Conté mise a punto la prima produzione industriale della matita.
La maggioranza delle matite prodotte negli USA in età contemporanea è di colore giallo. La tradizione ebbe inizio nel 1890 quando L. & C. Hardtmuth in Austria-Ungheria introdusse la marca Koh-I-Noor Hardtmuth, dal nome di un celebre diamante indiano. Il colore giallo voleva attirare l'attenzione sulla qualità del lapis, sulla provenienza (asiatica) della grafite e sui colori della casa d'Asburgo (giallo-nero).
Le prime notizie di aziende italiane che producono industrialmente matite sono relative alla seconda metà dell’Ottocento: la Antonio Giacomo Tschopp di Livorno che presenta le sue matite all'Esposizione di Firenze del 1860 e la A. Nocca & Pellegrini che nel 1875 inizia a produrre a Pavia i primi lapis. Sono piccole realtà che durano pochi anni. La prima fabbrica longeva è la Cesare Pangrazzi & Fratelli di Milano che nasce nel 1875 producendo lucido da scarpe e inchiostri ma che pochi anni più tardi è la prima industria di matite italiana. Nel 1920 vengono fondate tre importanti aziende produttrici di matite: la FIM (Fabbrica Italiana Matite) a Torino, la FILA (Fabbrica Italiana Lapis e Affini) a Firenze e la Presbitero a Milano. Queste tre aziende saranno le protagoniste del mercato del lapis e del pastello per oltre cinquant'anni. Delle tre solo la FILA è ancora oggi in attività.

## Caratteristiche

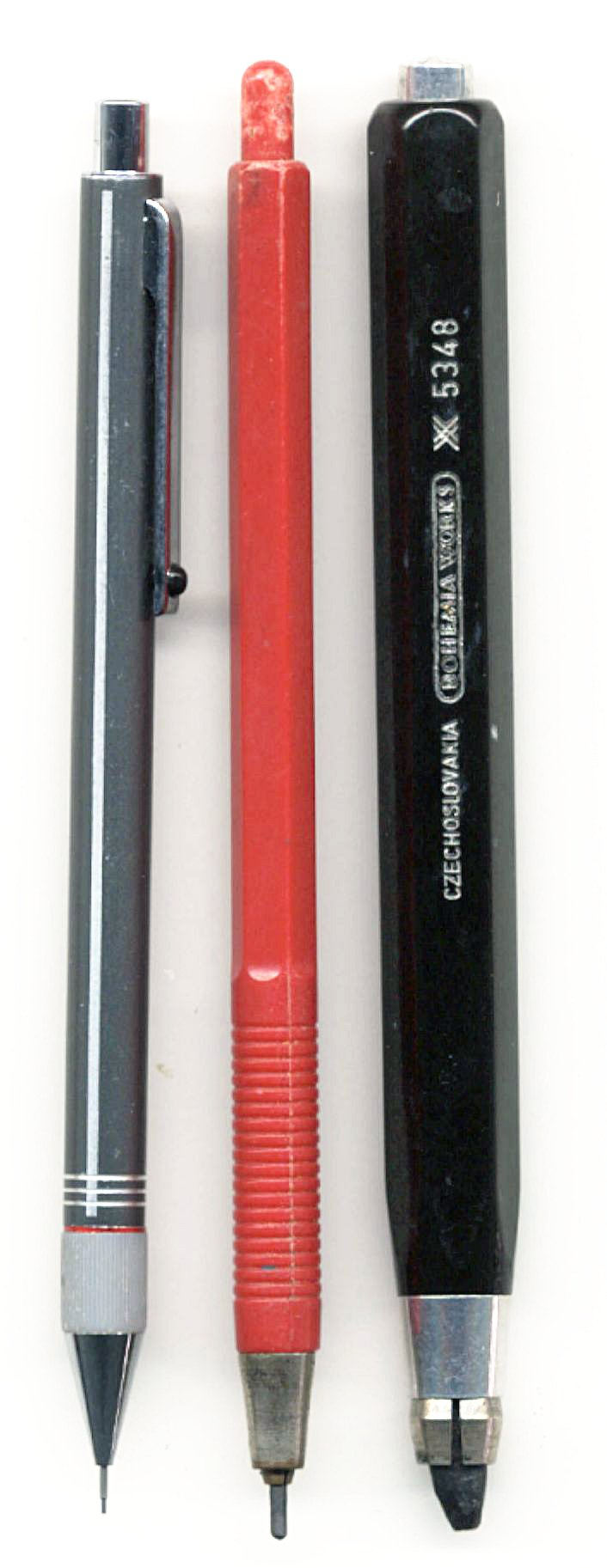
Portamine per mine di diversa sezione

### Descrizione
La matita comune si presenta come un bastoncino di legno, solitamente a sezione esagonale per una corretta impugnatura, al cui interno è inserita un'anima di materiale colorato chiamata mina. Un'estremità della matita si appuntisce in maniera da rimuovere il rivestimento di legno e far emergere la punta della mina per poter così tracciare il colore.
La matita può avere la mina composta prevalentemente di grafite e il tratto sarà dunque grigio scuro, o con un tratto più chiaro. Le matite colorate prendono anche se non in modo del tutto corretto, il nome di pastelli, e per i differenti utilizzi che hanno si distinguono dalla matita. Alcune delle matite comuni, destinate ad uso domestico e didattico, presentano una piccola gomma per cancellare all'estremità non appuntita per cancellare velocemente.
Esiste un tipo particolare di matita chiamata portamine, costituito da una struttura in plastica o in metallo leggero contenente una serie di sottili mine di grafite o materiale colorato. Premendo il pulsante all'estremità del portamine, viene fatta fuoriuscire una mina. Le mine di questo tipo hanno diametri da 0,3 - 0,5 - 0,7 millimetri che non devono essere temperate e nel portamine se ne possono inserire più di una; le mine di maggior diametro, da 1 a 6 millimetri, possono essere inserite solo una alla volta e all'occorrenza devono essere appuntite con un temperamine.
Le matite non vanno confuse con altri strumenti da disegno come il carboncino o la sanguigna, sebbene sembrino simili, sono composte da materiali diversi.

### Durezza
Le matite vengono distinte e suddivise in base alle caratteristiche di durezza determinate dalla composizione della mina. Secondo la scala utilizzata in Europa esistono 22 tipologie, dalla più morbida alla più dura: EE, EB, 9B, 8B, 7B, 6B, 5B, 4B, 3B, 2B, B, HB (media), F, H, 2H, 3H, 4H, 5H, 6H, 7H, 8H, 9H.
|          |          |          |    |    |    |    |    |       |       |       |       |    |    |    |    |    |             |             |             |
| 9H       | 8H       | 7H       | 6H | 5H | 4H | 3H | 2H | H     | F     | HB    | B     | 2B | 3B | 4B | 5B | 6B | 7B          | 8B          | 9B          |
| Più dura | Più dura | Più dura | ↔  | ↔  | ↔  | ↔  | ↔  | Medio | Medio | Medio | Medio | ↔  | ↔  | ↔  | ↔  | ↔  | Più morbida | Più morbida | Più morbida |

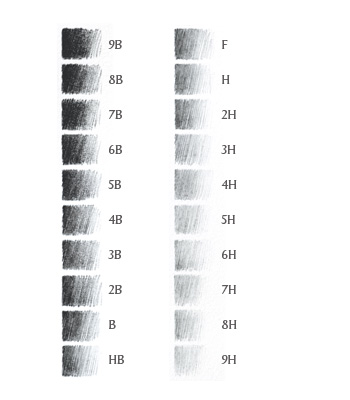
Esemplificazione grafica delle varie durezze delle matite

Le matite più morbide permettono di ottenere un tratto più intenso, adatto per i disegni artistici, mentre quelle più dure vengono prevalentemente utilizzati nel disegno tecnico.
La durezza della mina dipende dalla sua composizione. Una mina per matita è generalmente una miscela di polveri di grafite e di argilla che richiede un trattamento di cottura. Una maggiore quantità di argilla rende la mina più dura e produce un segno più chiaro.
In base alla durezza, una matita può essere destinata a usi diversi:
- Tecnica, per schizzi dalla misura 2H alla 3B, per disegno dalla 5H alla HB.
- Disegno di costruzione, per schizzi dalla HB alla EB, per progetti dalla H alla EB, per esecutivi dalla 4B alla 2B.
- Geodesia, contorni dalla 7H alla HB, carte geografiche 7H alla H.
- Litografia dalla 9H alla 6H.
- Topografia dalla 9H alla 6H.
- Disegno artistico dalla H alla EB.
- Grafica dalla 2H alla EB.

## Tipologie

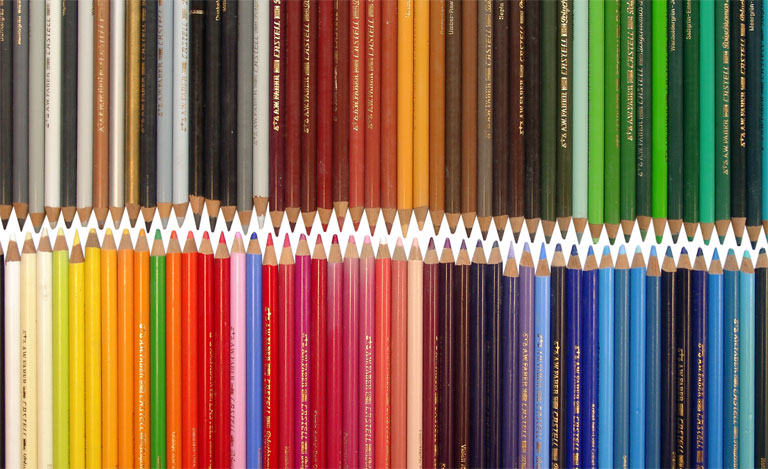
Matite colorate

- Matita comune, la cui mina è a base di grafite.
- Matita bicolore: presenta due punte di due colori diversi, in genere rosso e blu. Viene utilizzata in ambito scolastico o per correzioni di bozze.
- Matita per cancellare: presenta una gomma al posto della mina, serve per effettuare correzioni con maggiore precisione.
- Matita evidenziatore: ha una mina dai colori brillanti come quelli degli evidenziatori classici.
- Matite vetro grafica: sono in grado di scrivere su varie superfici, su cui le comuni matite non possono scrivere, come vetro, pietra, metallo, legno, plastica.[20]
- Matita dermatografica o dermografica: dotata di mina cerosa larga 4-4,5 mm e di solito avvolta in carta (più raramente legno), scrive su pelle, tessuto, vetro, gomma, metallo, carta, porcellana, plastica e superfici anche bagnate. Viene usata in chirurgia per delineare le aree di intervento o per evidenziare particolari su pellicole radiografiche, negativi e positivi fotografici e cinematografici, nastri magnetici, lavagne trasparenti, finestre, CD, dischi in vinile e le gelatine per uso illuminotecnico teatrale e cinetelevisivo. In chimica, vengono utilizzate per marcare i vetri di laboratorio. Ha numerosi utilizzi anche in campo aeronautico, navale, industriale. Nell'era della radiofonia "analogica", venivano usate per marcare visivamente le tracce da evitare sui dischi in vinile.[21]
- Matita da sarto: scrive sulla stoffa, sul cuoio, si utilizza per segnare stoffe o altro prima del taglio.
- Matita subacquea: è in grado di scrivere anche su superfici bagnate e viene utilizzate in ambito marino.
- Matita fotografica: può scrivere sulle fotografie.
- Matita colorata: detta anche "pastello", possiede una mina colorata e si utilizza in ambito artistico, grafico e didattico[22].
- Matita colorata acquerellabile: come le matite a pastelli classici, ma se bagnate prima o dopo la posa il colore si comporta come acquerello, il vantaggio è una maggiore accuratezza nei dettagli in fase di stesura.[23]
- Matita di creta: la mina è a base di creta, si utilizza in campo artistico.
- Matita per edilizia e falegnameria: più grande del lapis classico e dotato di mina rettangolare, ha colore molto scuro, non è tonda ma a sezione esagonale o ellittica per evitare il rotolamento e migliorare la presa, dev'essere temperata con l'ausilio di un coltellino al posto del temperamatite.[24]

## Utilizzo

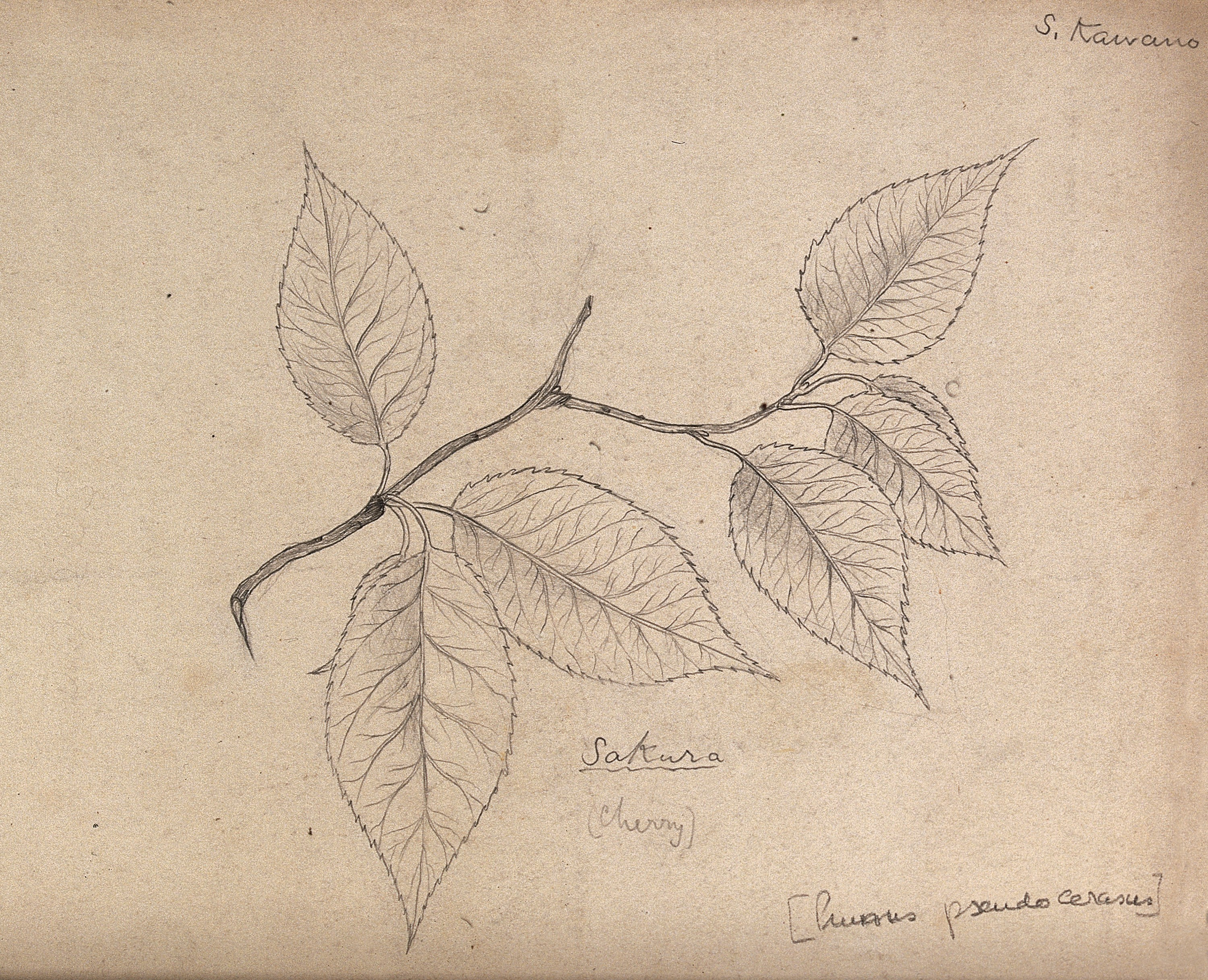
Disegno a matita di foglie di ciliegio

Le matite e i lapis, assieme ad altri oggetti abitualmente utilizzati per la scrittura, quali la gomma, il temperamatite, le penne, vengono solitamente custodite in un astuccio.
Le matite vengono utilizzate per scrivere quasi esclusivamente su carta. Il loro tratto lascia una traccia relativamente debole, tanto che può essere facilmente rimossa con strumenti come la gomma per cancellare. Per questa sua proprietà, sono adatti soprattutto per il disegno, sia artistico che tecnico, e come mezzo veloce e cancellabile di scrittura.
Per un buon utilizzo è necessario appuntire l'estremità della matita, che si effettua con uno strumento a lama detto temperamatite o temperino. L'utilizzo del temperino è necessario periodicamente, perché la mina si consuma all'uso ed è necessario far la punta per far sì che la matita lasci un tratto preciso.
Matite più spesse e dalla punta più grezza sono utilizzati nella falegnameria e nell'edilizia in generale per riportare velocemente misure e rilevamenti.
Le matite colorate sono destinate ai disegni artistici, e costituiscono una tecnica vera e propria. Un particolare tipo di matite, le matite copiative, sono utilizzate in tutte le elezioni italiane.

## Informatica

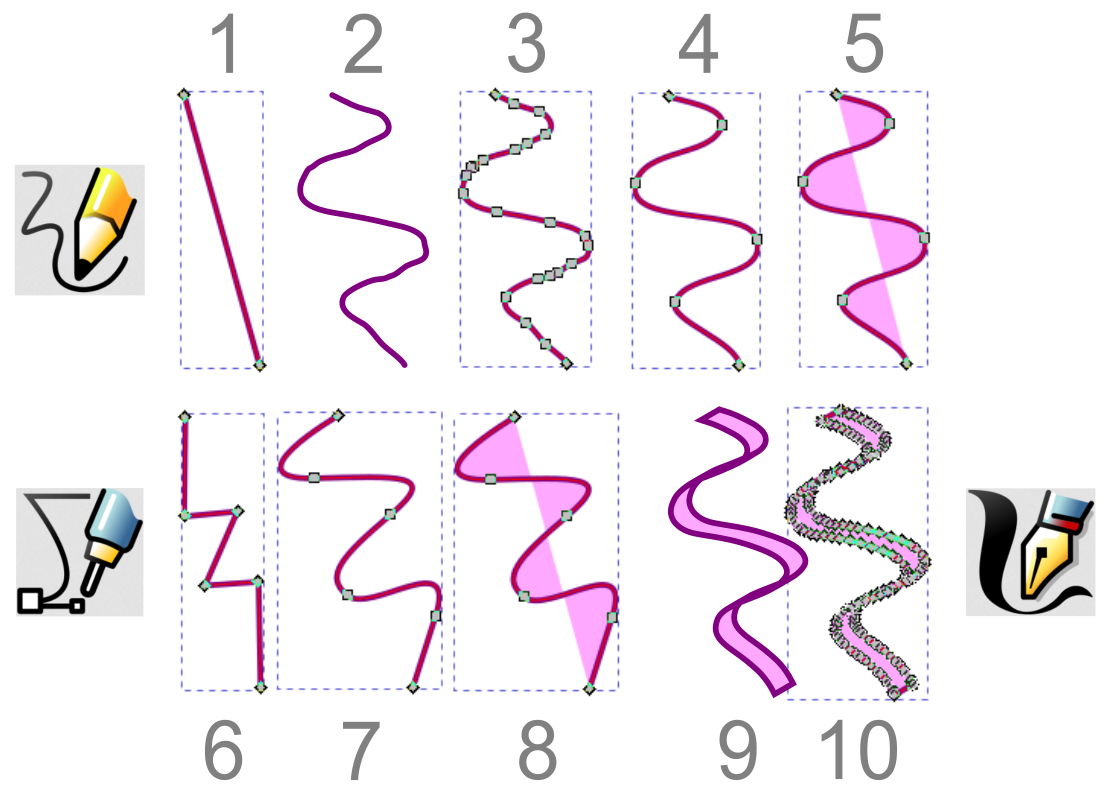
Differenza tra lo strumento "Penna" e lo strumento "Matita" in Inkscape

In alcuni software come Microsoft Office, Apache OpenOffice, Photoshop, Illustrator, Gimp e Inkscape esiste lo strumento "matita", che permette di disegnare linee di varie durezze, dimensioni, forme e colori.